# Karol V i Joanna de Burbon (rzeźby)
Rzeźby Karola V i Joanny de Burbon – przykłady francuskiej sztuki gotyckiej z XIV wieku. Reprezentują nurt dworski panujący w gotyku w XIV i XV w. Obecnie stanowią część zbiorów sztuki średniowiecznej w paryskim Luwrze.
Są to dwie monumentalne pełnoplastyczne rzeźby wykonane z kamienia. Posąg króla ma 195 cm, zaś królowej niższa o centymetr.
Karol V Mądry (lata panowania 1364–80) był wykształconym monarchą, jako jeden z pierwszych uczonych przełożył na krajowy język wiele klasycznych dzieł. Miał duży wpływ na rozwój nowego typu portretu w sztuce gotyckiej.
Być może ta myśl portretowania władcy wywodzi się z dzieł, powstałych na bazie politycznych traktatów Arystotelesa, który także w nich wykreował funkcję i znaczenie wyobrażeń władcy. Częścią ideologii panowania królewskiego lansowanej przez Walezjuszów było wyeksponowanie wizerunku władzy i jego propaganda w sztuce, zarówno jak w rzeźbie, czy wszystkich rodzajach malarstwa. Para królewska była wielokrotnie przedstawiana, ale w taki sposób aby byli w miarę możliwości rozpoznawalni. Stąd też artyści dążyli realistycznie sportretować monarszą parę uwzględniając fizjonomię i wyraz twarzy. Stąd też warto odnotować uwzględnienie w przypadku Karola V takich szczegółów jak lekki uśmiech, masywny nos czy podwójny podbródek.

Pomimo iż para królewska posiada atrybuty królewskie (berło, korona) stroje ich bynajmniej nie ukazują w pełni splendoru koronacyjnego, ale prywatne z uwzględniają modę panującej na dworze. Joanna Burbońska ubrana jest w bliaud – długą suknię charakterystyczną dla dam dworu, okrytą obcisłym gorsetem z rzędem guzików. Król ubrany jest w sourcot, który niemal całkowicie zakrywa długą suknię Sourcot – wierzchni strój często lamowany futrem okrywający ciało był z pewnością często używany przez monarchę który był chorowitą osobą. 

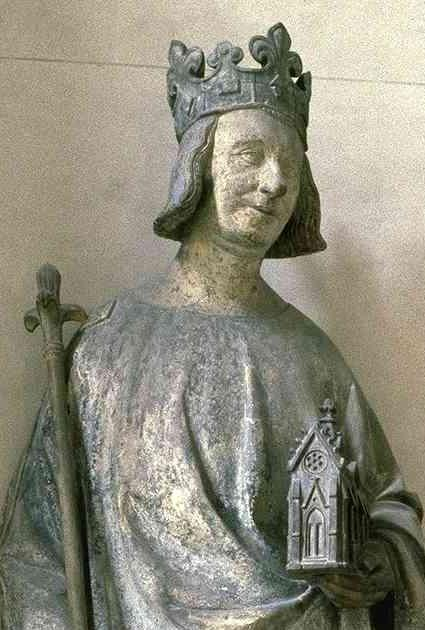
Portret Karola V Mądrego

 Ponadto uwzględniono godność monarszą, co ilustrują korony i berła. Ich forma może zdradzać nie koronacyjny a dworski charakter – władcy oprócz insygniów używanych wyłącznie do koronacji posiadali korony, berła prywatne.
Karol i Joanna trzymają w lewych rękach atrybuty związane z sakralnym aspektem władzy królewskiej, ponadto w rzeźbie króla zasugerowano działalność fundacyjną co symbolizuje model świątyni którą władca trzyma w lewej dłoni.
Sprawa pierwotnego przeznaczenia dzieł nie jest w pełni wyjaśniona. O ile prawdopodobne jest to że stanowiły ozdobę portalu, rozbieżności wynikają z umiejscowieniem rzeźb. Rzeźby wykonano bądź dla konwentu Celestins (Couvent de Célestins) w Paryżu i znajdowały się przy wejściu kościoła klasztornego, czy też mogły flankować wejście do dawnego Luwru. Rzeźby powstały w II połowie XIV stulecia, ściślej na lata 1365–1375.